# Saint-Bonnet-de-Cray
Saint-Bonnet-de-Cray es una comuna francesa situada en el departamento de Saona y Loira, en la región de Borgoña-Franco Condado.

## Demografía
| 464 | 405 | 383 | 375 | 392 | 438 | 494 |
| Para los censos de 1962 a 1999 la población legal corresponde a la población sin duplicidades (Fuente: INSEE [Consultar]) |     |     |     |     |     |     |